# Acryptolaria minima
Acryptolaria minima är en nässeldjursart som beskrevs av Totton 1930. Acryptolaria minima ingår i släktet Acryptolaria och familjen Lafoeidae. Inga underarter finns listade i Catalogue of Life.